# Мианвали
Мианвали, ранее — Миянва́ли (урду میانوالی‎, англ. Mianwali) — город в провинции Пенджаб, Пакистан, столица одноимённого округа. Население — 95 007 чел. (на 2010 год). Расположен на берегу реки Инд.

## История
До британского правления, эти области являлись неотъемлемой частью Греко-бактрийского царства. Во время британского правления, англичане сделали город Мианвали техсилом округа Банну. В 1901 году в Мианвали проживало 3 591 человек.

## Демография
| 1961   | 1972   | 1981   | 1998   | 2010   |
| ------ | ------ | ------ | ------ | ------ |
| 31 398 | 48 304 | 59 159 | 79 996 | 95 007 |